# DM i landevejscykling 2025 – Enkeltstart (junior herrer)
Junior herrernes enkeltstart ved DM i landevejscykling 2025 blev afholdt lørdag den 17. maj i Skælskør. Løbet var den 69 udgave af DM i enkeltstart for junior herrer. Distancen var 24,4 km, og løbet havde start og mål på Skælskør Havn. Danmarks Cykle Union, Slagelse Kommune og Salto Cycling Club var arrangør. 
Ryttere født i 2007, 2008 og 2009 kunne deltage. Ryttere fra 2009 var 2. års U17 ryttere, men kunne efter eget valg deltage. Da tilmeldingsfristen udløb den 11. maj, var der 72 ryttere fra 22 hold skrevet på startlisten. Den forsvarende mester fra 2024 Albert Withen Philipsen kunne ikke stille til start, da han han var blevet U23-rytter, og nu kørte for World Tour-holdet Lidl-Trek.  
Johan Eltoft fra CeramicSpeed Aros Forsikring Herning CK Junior vandt løbet med 29 sekunders forspring til Julius Løvstrup Birkedal der kørte for tyske Team Grenke-Auto Eder. Yderlige tre sekunder efter kom Eltofts holdkammerat Malthe Risbjerg ind på tredjepladsen. I alt 69 ryttere gennemførte løbet.

## Resultat
| \| Samlede stilling \| Samlede stilling \| Samlede stilling \| Samlede stilling \| Samlede stilling \| \| Rytter \| Rytter \| Hold \| Tid \| \| \| ---------------- \| ----------------------------- \| ---------------------------------------------- \| ---------------- \| ---------------- \| \| 1. \| Johan Eltoft \| CeramicSpeed Aros Forsikring Herning CK Junior \| 29' 53" \| \| \| 2. \| Julius Løvstrup Birkedal \| Team Grenke-Auto Eder \| + 29" \| \| \| 3. \| Malthe Risbjerg \| CeramicSpeed Aros Forsikring Herning CK Junior \| + 32" \| \| \| 4. \| Joshua Von Wettstein \| Tscherning Cycling Academy \| + 45" \| \| \| 5. \| Aksel Storm \| Team Uno-X-Carl Ras Roskilde Junior \| + 1' 08" \| \| \| 6. \| Marius Engelbrecht Linde \| CeramicSpeed Aros Forsikring Herning CK Junior \| + 1' 15" \| \| \| 7. \| Sylvester Vittinghus Stokbro \| Team Uno-X-Carl Ras Roskilde Junior \| + 1' 21" \| \| \| 8. \| Magnus Gimsing Åhman \| Team Uno-X-Carl Ras Roskilde Junior \| + 1' 25" \| \| \| 9. \| Noah Lindholm Møller Andersen \| Team Grenke-Auto Eder \| + 1' 29" \| \| \| 10. \| Angus Halle \| Kvickly Odder Junior \| + 1' 31" \| \| \| 11. \| Anders Bertram Kristensen \| CeramicSpeed Aros Forsikring Herning CK Junior \| + 1' 33" \| \| \| 12. \| Oskar Louw Larsen \| Team Uno-X-Carl Ras Roskilde Junior \| + 1' 34" \| \| \| 13. \| Alexander Nørskov Larsen \| CK Ringen Juniors \| + 1' 41" \| \| \| 14. \| Magnus Haagensen \| CeramicSpeed Aros Forsikring Herning CK Junior \| + 1' 58" \| \| \| 15. \| Alexander Kamstrup Røssel \| Team IMPROV-Giant Store-CEC Junior \| + 2' 00" \| \| |                               |                                                |          |
| |                               |                                                |          |
| Kilde: ProCyclingStats |                               |                                                |          |
| Samlede stilling |                               |                                                |          |
| Rytter | Rytter                        | Hold                                           | Tid      |
| 1. | Johan Eltoft                  | CeramicSpeed Aros Forsikring Herning CK Junior | 29' 53"  |
| 2. | Julius Løvstrup Birkedal      | Team Grenke-Auto Eder                          | + 29"    |
| 3. | Malthe Risbjerg               | CeramicSpeed Aros Forsikring Herning CK Junior | + 32"    |
| 4. | Joshua Von Wettstein          | Tscherning Cycling Academy                     | + 45"    |
| 5. | Aksel Storm                   | Team Uno-X-Carl Ras Roskilde Junior            | + 1' 08" |
| 6. | Marius Engelbrecht Linde      | CeramicSpeed Aros Forsikring Herning CK Junior | + 1' 15" |
| 7. | Sylvester Vittinghus Stokbro  | Team Uno-X-Carl Ras Roskilde Junior            | + 1' 21" |
| 8. | Magnus Gimsing Åhman          | Team Uno-X-Carl Ras Roskilde Junior            | + 1' 25" |
| 9. | Noah Lindholm Møller Andersen | Team Grenke-Auto Eder                          | + 1' 29" |
| 10. | Angus Halle                   | Kvickly Odder Junior                           | + 1' 31" |
| 11. | Anders Bertram Kristensen     | CeramicSpeed Aros Forsikring Herning CK Junior | + 1' 33" |
| 12. | Oskar Louw Larsen             | Team Uno-X-Carl Ras Roskilde Junior            | + 1' 34" |
| 13. | Alexander Nørskov Larsen      | CK Ringen Juniors                              | + 1' 41" |
| 14. | Magnus Haagensen              | CeramicSpeed Aros Forsikring Herning CK Junior | + 1' 58" |
| 15. | Alexander Kamstrup Røssel     | Team IMPROV-Giant Store-CEC Junior             | + 2' 00" |

## Hold og ryttere
| DCU Elite Teams (8)- IMPROV-Giant Store-CEC Junior - DBC-Ballerup Cycling Team Junior - Aalborg Talent-Sparekassen Danmark - Uno-X-Carl Ras Roskilde Junior - Kvickly Odder Junior - Tscherning Cycling Academy - CeramicSpeed Aros Forsikring Herning CK Junior - Nyt Syn by Fialla - U19 Amatørcykelhold (3)- CK Ringen Juniors - Decathlon AG2R La Mondiale U19 Team - Team Grenke-Auto Eder Regional- og klubhold (11)- Vejle Cykel Klub - Roskilde Cykle Ring - Cycling Club Hillerød - Herning Cykle Klub - Holbæk Cykelsport - Randers Cykleklub - Hvidovre Cykle Klub - Lolland-Falster Cykle Klub - Holstebro Cykle Club - Silkeborg IF Cykling - Horsens Amatør Cykleklub |
| |